# Cynaeda yaminalis
Cynaeda yaminalis is een vlinder uit de familie van de grasmotten (Crambidae). De wetenschappelijke naam van deze soort is voor het eerst voorgesteld als Aporodes yaminalis door Charles Oberthür in een publicatie uit 1888.
De soort komt voor in Algerije.